# Alice Adala
Alice Adala (* 7. Mai 1949) ist eine ehemalige kenianische Leichtathletin, die sich auf den Sprint spezialisiert hat. 1982 wurde sie Afrikameisterin im 100-Meter-Lauf sowie in der 4-mal-100-Meter-Staffel.

## Sportliche Laufbahn
Erste internationale Erfahrungen sammelte Alice Adala vermutlich im Jahr 1973, als sie bei den Afrikaspielen in Lagos mit der nigerianischen 4-mal-100-Meter-Staffel in 48,53 s gemeinsam mit Tekla Chemabwai, Emily Kubasu und Reboy James die Bronzemedaille hinter den Teams aus Ghana und Nigeria gewann. 1982 siegte sie in 11,6 s über 100 Meter bei den Afrikameisterschaften in Kairo und gewann auch mit der Staffel in 46,77 s gemeinsam mit Joyce Odhiambo, Geraldine Shitandayi und Ruth Atuti die Goldmedaille. Anschließend belegte sie bie den Commonwealth Games in Brisbane in 46,13 s den achten Platz in der 4-mal-100-Meter-Staffel und gelangte mit der 4-mal-400-Meter-Staffel mit 3:40,77 min auf Rang sieben.
1983 wurde Adala kenianische Meisterin im 100-Meter-Lauf sowie über 100 m Hürden.